# Jeffrey Tate
Sir Jeffrey Tate (Salisbury, 28 aprile 1943 – Bergamo, 2 giugno 2017) è stato un direttore d'orchestra e medico britannico.

## Biografia
Affetto dalla nascita da spina bifida e cifosi, studia pianoforte e composizione nel prestigioso Trinity College di Cambridge e intraprende anche gli studi universitari con cui consegue la laurea in medicina. Pur scegliendo di svolgere la professione medica, continua a coltivare la sua autentica passione, la direzione d'orchestra, che ben presto diviene la sua occupazione principale.
Nel 1970 è al Covent Garden di Londra come maestro collaboratore al clavicembalo di Georg Solti prima e di Colin Davis, Rudolf Kempe, Carlos Kleiber, John Pritchard e Herbert von Karajan poi. Nel 1976 Pierre Boulez lo vuole come suo assistente a Bayreuth per il Ring del centenario. Nel 1978 l'esordio con Carmen di Bizet all'Opera di Göteborg.
Oltre ad aver diretto le principali orchestre del mondo, tra cui la London Symphony Orchestra, i Berliner Philharmoniker e la Boston Symphony, Tate ha ricoperto gli incarichi di direttore principale della English Chamber Orchestra e nel 1989 di direttore ospite dell'Orchestre National de France. È stato, dal 2005 al 2010, il direttore musicale del Teatro San Carlo di Napoli. È stato direttore onorario presso l'Orchestra Sinfonica Nazionale della RAI e direttore principale degli Hamburger Symphoniker.
Jeffrey Tate è stato inoltre presidente dell'ASBAH (Association for Spina Bifida And Hydrocephalus) del Regno Unito dal 1989.
I suoi ultimi concerti poche ore prima della scomparsa, con la Nona di Mahler diretta a Bolzano e a Trento con l'Orchestra Haydn e gli studenti dei conservatori delle due città.